# T-Mobile Bundesliga 2007-08
La T-Mobile Bundesliga 2007-08 va ser la temporada número 97 de la Lliga austríaca de futbol. El Rapid de Viena va aconseguir el campionat, assolint la classificació per a la Lliga de Campions 2008-2009. El FC Wacker Tirol va perdre la categoria, en finalitzar en la darrera posició.

## Màxims golejadors
|   |          | Jugador           | Equip             | Gols |
| - | -------- | ----------------- | ----------------- | ---- |
| 1 | Alemanya | Alexander Zickler | Red Bull Salzburg | 16   |
| 2 | Àustria  | Mario Haas        | SK Sturm Graz     | 14   |
| 3 | Àustria  | Ivica Vastic      | LASK Linz         | 13   |
| 4 | Alemanya | Carsten Jancker   | SV Mattersburg    | 12   |
|   | Albània  | Hamdi Salihi      | SV Ried           | 12   |